# Amir Spahić
Amir Spahić (Sarajevo, 13 settembre 1983) è un ex calciatore bosniaco, di ruolo difensore.

## Biografia
Non ha alcun legame con i calciatori Emir Spahić e Alen Spahić.

## Carriera

### Club
Il 14 giugno 2008 segna il primo gol con il Torpedo Mosca nel pareggio interno per 2-2 contro l'Alania. Gioca l'ultima partita nel Torpedo Mosca il 29 luglio 2008 nel pareggio fuori casa per 1-1 contro il Sibir Novosibirsk, dove sigla il gol del definitivo risultato.
Il 10 luglio 2009 si trasferisce allo Śląsk Breslavia. Debutta con il nuovo club il 1º settembre 2009 nella vittoria casalinga per 2-0 contro il KS Cracovia. Segna il suo primo gol nel club polacco il 21 novembre 2009 nella vittoria casalinga per 4-0 contro l'Odra Wodzisław Śląski.

## Palmarès

### Club

#### Competizioni nazionali
- Ekstraklasa: 1

Śląsk Breslavia: 2011-2012